# Tosal de Encanes
El Tosal de Encanes es una montaña que pertenece a la Sierra de la Valdancha, localizada en la comarca del Bajo Maestrazgo de la provincia española de Castellón. Dentro de la cadena montañosa que representa la Valdancha, el Tosal de Encanes es su elevación más destacada, con 716 metros de altura. En su cima se encuentra el vértice geodésico número 57113, construido en 1987, históricamente denominado "Encanes".

## Toponimia
El topónimo "tosal" es una adaptación gráfica de la palabra valencia "tossal", cuya traducción es "colina" o "monte". Este topónimo resulta muy común entre diferentes formaciones rocosas del ámbito lingüístico catalanoparlante. "Encanes" es a su vez otra adaptación gráfica al castellano del "d'en Canes" valenciano, cuya traducción es "de don Canes". Esta adaptación concuerda con otras de la zona como la del  municipio de Sierra Engarcerán.   